# Saulty
Saulty là một xã ở tỉnh Pas-de-Calais, vùng Hauts-de-France, Pháp.

## Địa lý
Saulty tọa lạc cách 13 dặm (20,9 km) về phía tây nam của Arras, tại giao lộ của các tuyến đường D26 và D79.

## Dân số
| 1962                                                         | 1968 | 1975 | 1982 | 1990 | 1999 | 2006 |
| ------------------------------------------------------------ | ---- | ---- | ---- | ---- | ---- | ---- |
| 687                                                          | 731  | 684  | 648  | 666  | 625  | 694  |
| Số liệu điều tra dân số từ năm 1962: Dân số không tính trùng |      |      |      |      |      |      |

## Địa điểm nổi bật
- Lâu đài.
- Nhà thờ St.Léger, thế kỷ 16.